# 新垌镇
新垌镇，是中华人民共和国广东省茂名市高州市下辖的一个乡镇级行政单位。明成化年间，邓氏在此定居垦地200亩，称为新垌，后发展成小集市，1953年设新垌乡，1959年成立新垌公社，1983年改区，1987年建镇。镇政府驻安山圩。

## 行政区划
新垌镇下辖以下地区：
安山圩社区、明星村、新垌村、安山村、东茂坡村、中合村、流垌村、长流村、大路坡村、新德村、高良村、钢铁村、坡仔村、高联村、良坑村、云炉村、云山村、联合村和新光村。

## 特产
新垌茶：中国地理标志产品。